# 내일의 너를 더욱 좋아해
《내일의 너를 더욱 좋아해》(明日の君がもっと好き 아시타노키미가못토스키[*])는 2018년 1월 20일부터 3월 10일까지 TV 아사히에서 방영된 일본의 드라마이다.

## 기획 의도
인생에 한 번 뿐인 소중한 사랑을 테마로 하는 농밀한 휴먼 러브 스토리

## 등장 인물

### 주요 인물
- 이치하라 하야토 : 마츠오 료(松尾 亮) 역 - 29세, 정원 디자이너
- 이토 아유미 : 사토카와 아카네(里川 茜) 역 - 34세, ‘코지츠물산’의 사장 비서
- 모리카와 아오이 : 탄노 카오루(丹野 香) 역 - 22세, ‘탄노원’ 사장 후미히코의 외동딸
- 시라스 진 : 시로사키 하루히(城崎 遥飛) 역 - 23세 - ‘코지츠물산’의 신입 사원
- 시다 미라이 : 쿠로다 아즈사(黒田 梓)[주 1] 역 - 24세, 아카네의 여동생이자 주부
- 미타 요시코 : 사토카와 시즈코(里川 静子) 역 - 75세, 아카네와 아즈사의 할머니
- 야나기바 토시로 : 탄노 후미히코(丹野 文彦) 역 - 57세, 카오루의 아버지이자 ‘탄노원’의 사장
- 와타나베 다이 : 쿠로다 토모히로(黒田 智弘) 역 - 36세, 아즈사의 남편이자 아카네의 전 남자친구

### 그 외
- 아야타 토시키 : 사에키 텐지(佐伯 伝次) 역 - 정원회사 ‘탄노원’의 식목장인
- 오오사와 켄 : 우토 마사야(宇都 雅也) 역 - 아카네의 전 교제 상대이며 사실은 불륜
- 시나가와 토오루 : 사토카와 키요시(里川 清) 역 - 시즈코의 남편이자 아카네와 아즈사의 할아버지
- 코마츠 카즈시게 : 히지리 마사미(聖 誠実) 역 - 택시 운전사
- 스나가 케이 : 아리오카 타이조(有岡 泰三) 역 - ‘코지츠물산’ 사장
- 키카와다 마사야 : 마츠오 요시키(松尾 よしき) 역
- 벵갈 : 마츠오 시게야(松尾 繁也) - 료의 아버지

## 제작진
- 각본 : 이자와 만
- 음악 프로듀스 : S.E.N.S. Company
- 음악 : 아리키 타츠로
- 주제가 : PrizmaX - yours
- 연출 : 타케조노 하지메 (TV 아사히), 카타야마 오사무 (TV 아사히)
- 프로듀서 : 타케조노 하지메 (TV 아사히), 나카고메 타쿠야 (TV 아사히), 시모야마 준 (장고 필름)
- 제작 협력 : 장고 필름
- 제작 저작 : TV 아사히

## 방영 일정
| 화수   | 날짜     | 부제목 | 부제목         |
| 화수   | 날짜     | 원어   | 한국어         |
| ------ | -------- | ------ | -------------- |
| 서장   | 1월 20일 | 出逢い | 만남           |
| 제2장  | 1월 27일 | 月齢   | 월령           |
| 제3장  | 2월 3일  | 影法師 | 그림자         |
| 제4장  | 2월 10일 | 告白   | 고백           |
| 제5장  | 2월 24일 | 聖母   | 성모           |
| 제6장  | 3월 3일  | 忍ぶ恋 | 몰래 하는 사랑 |
| 최종장 | 3월 10일 | 恋と愛 | 열애와 사랑    |

### 결방 및 지연
- 1월 27일, 2월 10일, 2월 24일, 3월 10일 : “새터데이 스테이션”의 15분 연장(밤 8시 54분 ~ 10시 9분)으로 인한 15분 지연 방송
- 2월 17일 : 올림픽 중계와 “ANN 뉴스”로 인한 결방

## 사운드트랙
| #   | 제목                                                                      | 재생 시간 |
| --- | ------------------------------------------------------------------------- | --------- |
| 1.  | 〈明日の君がもっと好き ～ Main Theme 내일의 너를 더욱 좋아해~Main Theme〉 |           |
| 2.  | 〈蝶は羽ばたく 나비는 날개짓하다〉                                        |           |
| 3.  | 〈エンカウンター 인카운터〉                                               |           |
| 4.  | 〈レモンの月 레몬의 달〉                                                  |           |
| 5.  | 〈素顔 본 얼굴〉                                                          |           |
| 6.  | 〈ダブルアイデンティティー 더블 아이덴티티〉                              |           |
| 7.  | 〈明日の君がもっと好き ～ Lite 내일의 너를 더욱 좋아해 ~ Lite〉           |           |
| 8.  | 〈芽生えた絆 싹튼 인연〉                                                  |           |
| 9.  | 〈- butterfly effect -〉                                                  |           |
| 10. | 〈虚 허〉                                                                 |           |
| 11. | 〈アンバランス 언밸런스〉                                                 |           |
| 12. | 〈衝突 충동〉                                                             |           |
| 13. | 〈あの日の夕陽はいつも 그 날의 석양은 언제나〉                            |           |
| 14. | 〈明日の君がもっと好き ～ Passion 내일의 너를 더욱 좋아해 ~ Passion〉     |           |
| 15. | 〈光の向かう先 빛이 향하는 끝〉                                           |           |
| 16. | 〈リスタート 리스타트〉                                                   |           |
| 17. | 〈明日の君がもっと好き ～ Dark 내일의 너를 더욱 좋아해 ~ Dark〉           |           |
| 18. | 〈ロマンスの生まれる時 로맨스가 생길 때〉                                 |           |